# حفلة موسيقية (فيرمير)
حفلة موسيقية هي لوحة زيتية للرسام الهولندي يوهانس فيرمير رسمها حوالي 1664.تم سرقة اللوحة من متحف إيزابيلا ستيوارت غاردنر في بوسطن في 1990 ولا تزال مفقودة. يعتقد الخبراء بأن اللوحة قد تكون أغلى شيء مسروق في العالم؛  في عام 2015، قُدر قيمة اللوحة بـ250 مليون دولار أمريكي.